# Font del Vedat
La font del Vedat es troba al Parc de la Serralada Litoral, la qual és una font moderna, construïda per l'ADF de Teià a l'extrem d'una terrassa que dona a la riera de Teià.

## Descripció
L'aigua arriba des de la mina del Vedat, uns 200 metres a l'E, a la llera del torrent de Can Brai. Al costat, soterrat, hi ha un dipòsit de 20.000 litres d'aigua destinada a l'extinció d'incendis. És un bon punt d'aigua per als ocells i altres animalons, i l'indret gaudeix d'una bona vista sobre Teià i Barcelona.

## Curiositats
La font està disposada al revés del que és normal: el darrere de la font mira al buit, cap a la riera de Teià i el broc mira cap a la banda de muntanya. L'ADF de Teià fa un seguiment dels cabals de diverses fonts del municipi per tal de mantindre diversos punts d'emmagatzematge d'aigua per fer-los servir en l'extinció d'incendis forestals. En el control efectuat durant la darrera setmana del mes de juny del 2015 es va establir que el cabal d'aquesta font era de 274 litres al dia.

## Accés
És ubicada a Teià: situats al mirador de la Cornisa, cal prendre la pista que surt en direcció SO a tocar del mirador i que baixa cap a Teià. Arribats al Mirador d'en Pere, continuem 70 metres i veurem la font en un planell a la nostra esquerra. Coordenades: x=443546 y=4595869 z=300.